# تمرد إيالة صيدا (1834)
تمرد إيالة صيدا هو التمرد الذي قام به الدروز خلال ثورة الفلاحين الشوام (1834–35)، والذي استطاعوا من خلاله الإستيلاء على صفد وطبريا في الجليل الشرقي وحوران. 